# Faktura

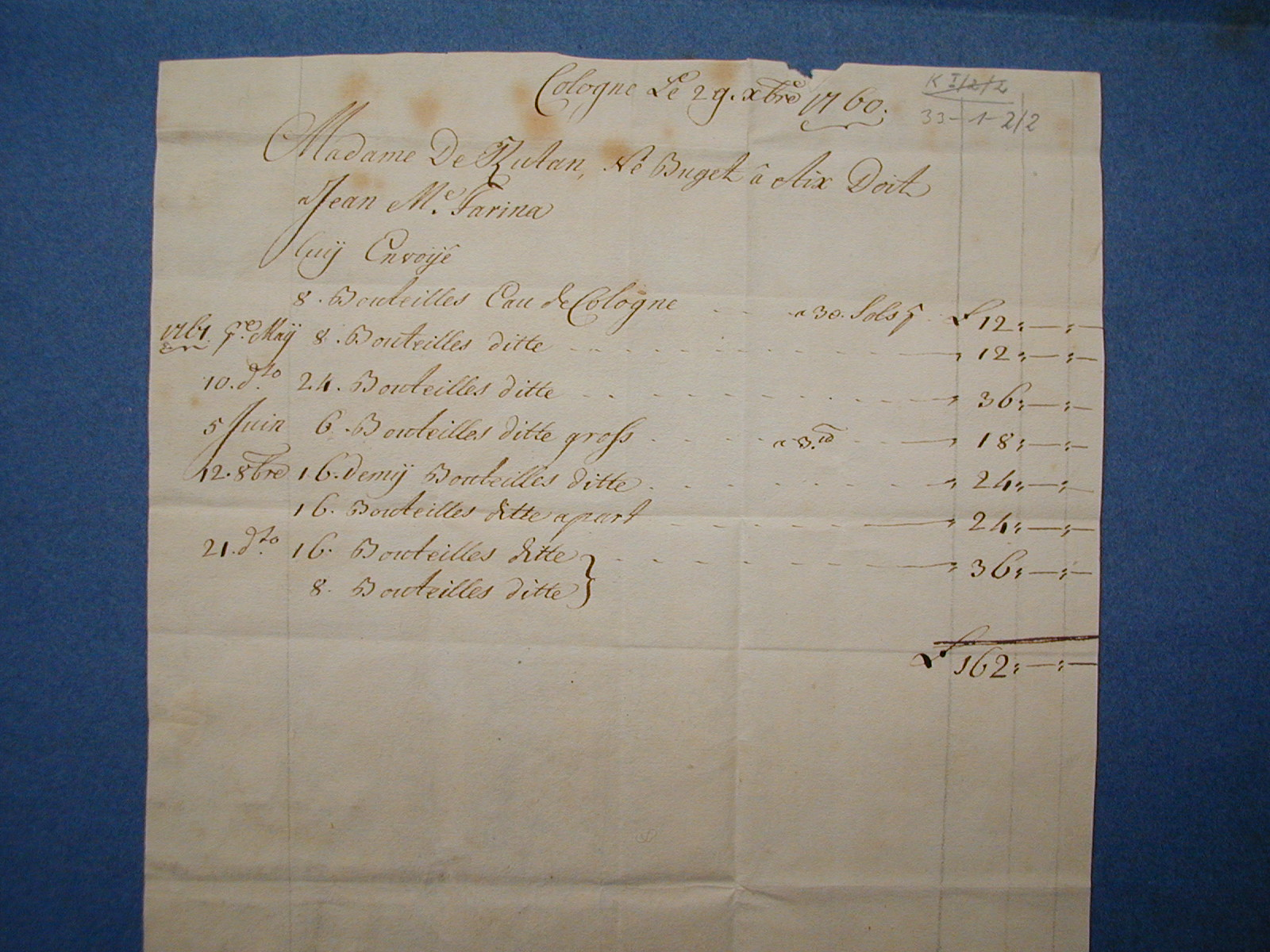
En faktura från 1760.

En faktura eller räkning är ett bokföringsverifikat, momsredovisningsunderlag och ett skriftligt krav på betalning genom vilket fordringsägaren (borgenären) kräver betalt från den betalningsskyldige (gäldenären). Den fordran för vilken fordringsägaren kräver betalt kan kallas fakturafordran.
Den legala definitionen av en faktura och dess behandling utgörs av moms-lagen, sedan EU-inträdet av regleras i praktiken av momsdirektivet (Direktiv (Europeiska unionen) avseende moms 2006/112/EG) primärt artikel 226 (och 226b som i princip avser kassakvitton), då medlemskapet medför obligatorisk följsamhet med direktiven. Den huvudsakliga regleringen av innehållet i en faktura grundar sig i kraven för momsredovisning och momsens beräknande. 
De flesta företag har i dag någon form av datasystem för att hantera flödet av fakturor. Dessa delas in i dels faktureringssystem eller butikssystem med kundreskontra för att sköta utfaktureringen, dels i leverantörsreskontra som håller ordning på inkommande fakturor. Ofta är de också kopplade till bokföringssystemet.
Om ett tillgodohavande uppstår för gäldenären, exempelvis efter en reklamation eller retur av varor, utfärdar borgenären på motsvarande sätt en kreditnota. En kreditnota är i princip detsamma som en faktura med negativt belopp.

## Artikel 226 i EU:s momsdirektiv (gällande samtliga medlemsländer)
Utan att det påverkar tillämpningen av de särskilda bestämmelserna i detta direktiv skall endast följande uppgifter vara obligatoriska för mervärdesskatteändamål på fakturor som utfärdas i enlighet med artiklarna 220 och 221:
- 1. Datum för utfärdandet av fakturan.

- 2. Ett löpnummer baserat på en eller flera serier, som unikt identifierar fakturan.

- 3. Det registreringsnummer för mervärdesskatt som avses i artikel 214 under vilket den beskattningsbara personen har utfört leveransen av varor eller tillhandahållandet av tjänster.

- 4. Det registreringsnummer för mervärdesskatt som avses i artikel 214 under vilket förvärvaren har erhållit en leverans av varor eller ett tillhandahållande av tjänster för vilken eller vilket han är betalningsskyldig för mervärdesskatt eller en sådan leverans av varor som avses i artikel 138.

- 5. Den beskattningsbara personens och förvärvarens fullständiga namn och adress.

- 6. De levererade varornas mängd och art eller de tillhandahållna tjänsternas omfattning och art.

- 7. Det datum då leveransen av varor eller tillhandahållandet av tjänster utförs eller slutförs eller det datum då den förskottsbetalning som avses i artikel 220.4 och 220.5 erläggs, om ett sådant datum kan fastställas och skiljer sig från datumet för fakturans utfärdande.

- 7a. Om mervärdesskatten blir utkrävbar vid tidpunkten för betalningens mottagande i enlighet med artikel 66 b och rätten till avdrag uppkommer när den avdragsgilla skatten blir utkrävbar, uppgiften kontantmetod.

- 8. Beskattningsunderlaget för varje skattesats eller undantag från skatteplikt, priset per enhet, exklusive mervärdesskatt, samt eventuell prisnedsättning eller rabatt om dessa inte är inkluderade i priset per enhet.

- 9. Tillämpad mervärdesskattesats.

- 10. Den mervärdesskatt som skall betalas, såvida inte en särskild ordning tillämpas för vilken detta direktiv utesluter en sådan uppgift.

- 10a När den förvärvare som mottagit varor eller tjänster utfärdar fakturan i stället för leverantören eller tillhandahållaren, uppgiften självfakturering.

- 11. Vid undantag från skatteplikt, en hänvisning till den tillämpliga bestämmelsen i detta direktiv eller till den motsvarande nationella bestämmelsen eller annan uppgift som anger att leveransen av varor eller tillhandahållandet av tjänster är undantagna från skatteplikt.

- 11a När förvärvaren är betalningsskyldig för mervärdesskatten, uppgiften omvänd betalningsskyldighet.

- 12. Vid leverans av ett nytt transportmedel som görs på de villkor som anges i artikel 138.1 och 138.2 a, de uppgifter som avses i artikel 2.2 b.

- 13. Vid tillämpning av ordningen för beskattning av vinstmarginal för resebyråer, uppgiften vinstmarginalbeskattning för resebyråer.

- 14. Vid tillämpning av någon av de särskilda ordningarna för begagnade varor, konstverk, samlarföremål och antikviteter, uppgiften vinstmarginalbeskattning för begagnade varor, vinstmarginalbeskattning för konstverk respektive vinstmarginalbeskattning för samlarföremål och antikviteter.

- 15. Om den som är betalningsskyldig är en skatterepresentant i den mening som avses i artikel 204, skatterepresentantens registreringsnummer för mervärdesskatt enligt artikel 214 och dennes fullständiga namn och adress.

## Sverige
En faktura utställd till en svensk gäldenär ska innehålla (för detaljer se momsdirektivet artikel 226 och 226b):
- Ordet faktura
- Fakturadatum
- Fakturanummer
- Säljarens momsregistreringsnummer
- Säljarens namn och adress
- Kundens namn och adress
- Specifikation av vad köpet avser
- Leveransdatum eller period
- Enhetspris exklusive moms
- Antal
- Alla totalbelopp inom respektive skattesats
- Totalt momsbelopp per skattesats
- Totalbelopp inklusive moms för hela köpet

Privatpersoner som betalar företag via faktura måste ibland betala en särskild faktureringsavgift/administrativ avgift, vilket kunden kan undvika genom att välja ett annat betalningsalternativ, exempelvis autogiro eller e-faktura. Avgiften kan företag ta ut för att skicka ut en räkning i pappersfaktura via posten. Oftast används fakturaavgift för att täcka porto och tjänst.